# Эллинистический правитель
«Эллинистический правитель» (итал. Principe ellenistico) (варианты названия: Правитель эпохи эллинизма, Статуя эллинистического царя, Селевкидский правитель, Диадох, Правитель из Терм) — полноростовая греческая бронзовая статуя, изображающая неустановленного монарха эпохи эллинизма.
По наиболее распространенной из версий, создан во II веке до н. э., по другой — произведение  пергамской школы III в. до н. э. В общем, датировка колеблется от 2-й пол IV в до н.э. и серединой I в. до н.э.

## История
Статуя была найдена в 1885 году в Риме вместе со скульптурой сидящего Кулачного бойца на Квиринальском холме, во время строительства Национального театра. Высказывалось предположение об их общем происхождении из Терм императора Константина (построенных в 315 г. н. э.), и даже о том, что статуи изображают Диоскуров, участвовавших в состязаниях по кулачному бою. Однако, очевидно, они не были частью единого ансамбля.
Цифры L. VI. P. L. XXIIX. были высечены на животе статуи в римский период, они представляют собой инвентарный номер времен Республики. Эти данные хранились в архивах Табулария на Капитолийском холме. Значение букв MAR, вырезанных на правом бедре, неизвестно.
Скульптура экспонировалась в центре октогонального двора Терм Диоклетиана. В 2002 году вместе с другими произведениями перенесена в Палаццо Массимо Национального музея Рима.

## Атрибуция
Существовало множество версий относительно того, кого изображает данная статуя:
- Статую связывали с победой царя Селевка IV над Митридатом Понтийским
- Деметрий I, правитель Сирии из династии Селевкидов (отсюда прозвание «Селевкидский правитель», или «Эллинистический царь»).
- Аттал II, царь Пергама[2]
- Римские полководцы Сципион Эмилиан Африканский или Квинт Цецилий.
- Есть версия, что это портрет римлянина, тесно связанного с греческим миром и пожелавшего быть представленным в образе обнаженного героя эллинистического периода[2].
- Существуют и  версии, связанные с героями греко-римской мифологии[5].

## Описание

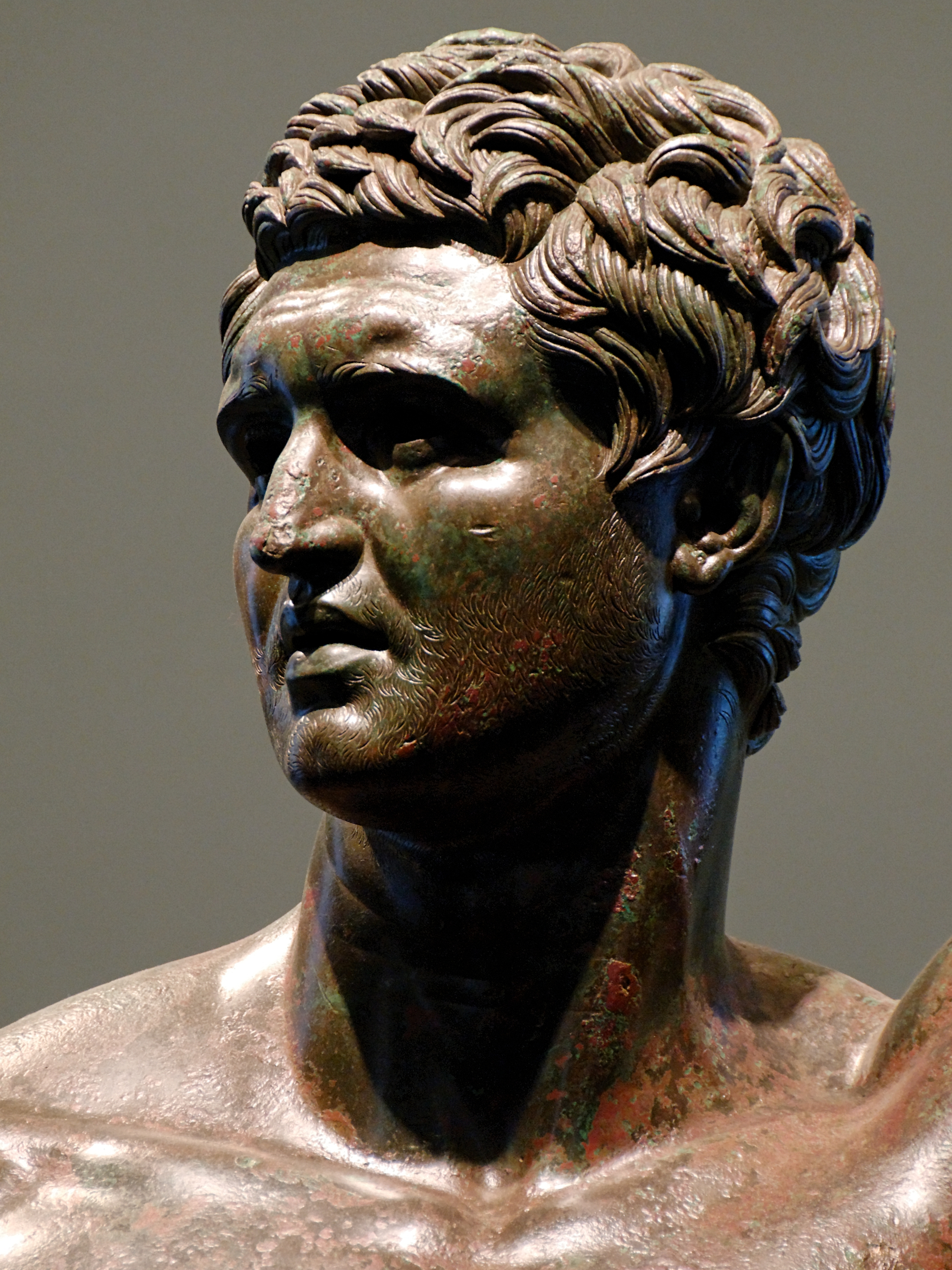

Первоначальное копье в руке монарха утрачено и заменено копией. Высота статуи - 2,04 м. Возможно, на голове была утраченная диадема.
Вероятно, статуя представляет собой идеализированный портрет героя-правителя. Тип фигуры  героя происходит от знаменитой в свое время статуи Александра Великого[какой?] работы Лисиппа.
Примечательно, что он изображён полностью обнажённым, в позе классического атлета, созданной в своё время Поликлетом Аргосским, с переносом тяжести тела на одну ногу и возникающим от этого (несмотря на дополнительную опорную руку) контрапостом и S-образной линией. В целом образ правителя отражает идеал «героической наготы».
Преувеличенный масштаб (высота скульптуры более 2 метров) и гротескные, неклассичные пропорции выдают вкусы эпохи эллинизма. Размер головы слишком мал по отношению к высоте фигуры, что также не соответствует канонам классики. При этом лицо носит портретный характер.